# Someone Put Your Hand Out
Someone Put Your Hand Up ist eine Popballade des US-amerikanischen Sängers Michael Jackson. Der Song wurde für das 1991 erschienene Album Dangerous produziert, aber nicht auf diesem veröffentlicht. Im Jahr 1992 wurde der Song als Promo-Single veröffentlicht. 

## Entstehung und Veröffentlichung
An Someone Put Your Hand Out wurde bereits für Bad gearbeitet, bevor der Song dann von Michael Jackson und Teddy Riley 1991 überarbeitet, aber nicht auf Dangerous erschien, da Jackson die Stimmung des Songs für nicht passend genug im Gegensatz zum Rest des Albums hielt. Nach den finalen Aufnahmen im April 1992 wurde der Song im Mai als Promo-Single veröffentlicht, die zuerst nur in stark limitierter Form auf Presse-Konferenzen verteilt wurde. Ab Mai 1992 wurden in Europa 500.000 Singles (als Audiokassette; eine Veröffentlichung als Mini-CD erfolgte nur in Japan) mit dem Song als kostenloses Werbegeschenk bei genug gekauften Flaschen Limonade bzw. als Preis bei Gesangswettbewerben zur Promotion von Jacksons Dangerous World Tour verwendet, die von Toursponsor Pepsi finanziert worden waren. Auf der B-Seite der Single befindet sich ein Medley verschiedener Songs von Dangerous (Black or White, Can’t Let Her Get Away, Dangerous, Who Is It, Remember the Time, Give In to Me, Heal the World). Im Radio durften nur Sender den Song spielen, die auch in die Tournee eingebunden waren. Der Song erschien außerdem 2004 auf der Ultimate Collection.

## Inhalt
Der Song handelt von der Hoffnung des lyrischen Ichs eines Tages eine Liebe zu finden.

## Besetzung
- Komposition – Michael Jackson, Teddy Riley
- Produktion – Michael Jackson, Teddy Riley
- Solo, Background Vocals – Michael Jackson
- Keyboard, Streicher – Michael Jackson, Brad Buxer
- Perkussion – Paulinho Da Costa
- Synthesizer – Jonathan Moxie
- Gitarre – Oscar Castro-Neves
- Tontechniker – Bruce Swedien, George Mayers Jr.
- Assistierende Tontechniker – Tim Roberts, Brad Sundberg, Thom Russo, John Chamberlin, Rail Rogut, John Hanes
- Digitale Bearbeitung – Michael Prince
- Mix – Serban